# Мултиметър
Мултиметърът, наричан още мултимер или мултицет (професионален жаргон, от немското Multizet), е многофункционален измервателен уред, който има възможността да измерва различни електрични величини. В най-простия случай той съчетава функциите на волтметър и амперметър (за постоянен и променлив ток) и омметър (разпространено е названието амперволтомметър или авометър). Показанието е цифрово или аналогово (стойностите се отчитат чрез скала и стрелка). Захранването обикновено е с батерии, но има модели, които се захранват от мрежата или чрез слънчеви батерии.
С развитието на техниката възможностите на мултиметъра стават все по-многобройни, размерите му – все по-малки, а точността му – по-голяма. Съвременните мултиметри могат да измерват например и честота, капацитет, температура, параметри на транзистори, магнитни величини и др. Вграждат се различни полезни функции като автоматична смяна на обхватите, калибриране, памет за минали измервания, самоизключване.

## Цифрови мултиметри
При цифровите мултиметри сигналът на входа се преобразува от аналогово-цифров преобразувател и измерената стойност се показва като цифрова величина. Измервателните обхвати по правило се простират от 200 mV до 1000 V и от 20 µA до 20 A. Цифровите мултиметри при измерване на напрежение имат много високо входно съпротивление – от порядъка на 1 до 20 MΩ, като стандартната стойност е 10 MΩ (не зависи от обхвата на измерването, за разлика от аналоговите. Относителната грешка при измерванията зависи от обхвата, като най-често е по-малка от 1%. При постояннотоковите обхвати грешката при добрите уреди по правило е под 0,2%. Входният капацитет е 100 pF, падът на напрежение при измерване на ток е не повече от 0,2 V. Захранването на портативните мултиметри обикновено става от батерия с напрежение 9 V. Потребяваният ток не превишава 2 mA при измерване на постоянни напрежения и токове, и 7 mA при измерване на съпротивления и променливи напрежения и токове. Мултиметърът обикновено е работоспособен при разряд на батерията до напрежение 7,5 V.

## Аналогови мултиметри
От 1990 г. насам чисто аналоговите мултиметри (със стрелкови уред) играят все по-малка роля в измервателната практика. Това се дължи преди всичко на по-ниската цена на цифровите мултиметри, както и на доста други техни предимства пред аналоговите. Като предимство би могло да се отбележи, че стрелковите уреди работят без захранване при измерване на ток и напрежение, т.е. не съществува ситуация „паднала батерия“.

### Особености и недостатъци
- Недостатъчно високо входно съпротивление в режим на волтметър.

Техническите характеристики на аналоговия мултиметър основно се определят от чувствителността на магнито-електрическия измервателен механизъм (микроамперметъра), а висока чувствителност се постига трудно. Така, даже при използване на микроамперметър с ток на пълното отклонение 50 μА, входното съпротивление на мултиметъра в режим на волтметър възлиза само на 20 kΩ/V, т.е. 20 kΩ на обхват 1 V, 200 kΩ на обхват 10 V и т.н. Това води до големи грешки при измервания във високоомни вериги, например на изводите на транзистори и интегрални схеми. Този недостатък донякъде е преодолян при високоточните мултиметри, например от марката Unigor. Тези произведени в Австрия уреди имат стрелкова система с ток на пълното отклонение 40 μА (Unigor 3s) и даже 10 μА (Unigor 4s). Тези уреди вече са с висока антикварна стойност .
- Нелинейна скала в режим на измерване на съпротивления, освен това е необходимо и калибриране непосредствено преди измерването (точността на измерване на съпротивленията зависи от напрежението на вътрешния захранващ източник).
- Аналоговите мултиметри, за разлика от цифровите, нямат автоматично определяне на полярността на напрежението.